# Ricard Py i Klimt
Ricard Py i Klimt (Badalona, 1904-1953) va ser un gravador de metalls, joier i excursionista català, membre de l'Agrupació Excursionista de Badalona.
Nascut a Badalona el 1904, la seva mare havia nascut a Bohèmia, com el seu avi, que van ser els primers especialistes vidriers instal·lats a la ciutat. Es va formar a la Llotja, i professionalment va ser gravador de metalls i joier, però gairebé no va poder exercir l'ofici perquè va estar impossibilitat els últims anys de la seva vida. Segons Joan Abril va ser una persona culta, intel·ligent, amable, dialogant i bondadosa, d'un tracte exquisit amb les persones. Afeccionat al muntanyisme, es va interessar per l'arqueologia i la fotografia, i va ser dels contribuïdors de la formació del Museu de l'Agrupació Excursionista de Badalona. Durant el període en què l'Agrupació va dur a terme les excavacions al Clos de la Torre i a altres indrets de la ciutat, va aprendre tècniques de restauració i va ser l'encarregat de restaurar les peces que anaven descobrint-se, i va ser mestre de Joan Abril.
Sentia veritable amor per l'excursionisme, dintre de les nombroses excursions que va fer, destaca que en una de les excursions al santuari de la Mare de Déu de Tagamanent, destruït l'any 1936, hi va recollir una imatge decapitada de la Mare de Déu i se la va emportar a Badalona per restaurar-la, i es va guardar en el Museu de Badalona. A més, al llarg de la seva vida va dibuixar tot allò que pogués tenir cert valor documental, llocs d'interès de la Badalona avui desapareguda, entre ells el de diverses masies com can Llagosta, can Ruti, can Claris, cal Fideuer, can Bofí Vell, la cuina de can Canyadó, la plaça de la Constitució, can Real, la Torre Pallaresa, entre molts altres exemples i també va fer maquetes, de Montserrat, del Montseny, entre d'altres.
Va morir el 1953 i va ser enterrat al Cementiri del Sant Crist i traslladat al de Sant Pere el 1958. El Centre Excursionista de Badalona, hereu de l'Agrupació, va dedicar un homenatge dos anys després de la seva mort el 1955.